# Hans Schnell (Architekt)
Hans Schnell (vor 1882 – nach 1929) war ein deutscher Architekt und Stadtrat in Augsburg. Er schuf Anfang des 20. Jahrhunderts einige bedeutende Industrie-, Gewerbe- und Nutzbauten Augsburgs sowie Villen in Südbayern.
Im Andenken an seinen 1917 im Ersten Weltkrieg gefallenen Sohn stiftete er die 1925 eingeweihte Marienorgel in der Augsburger Basilika St. Ulrich und Afra.

## Werk

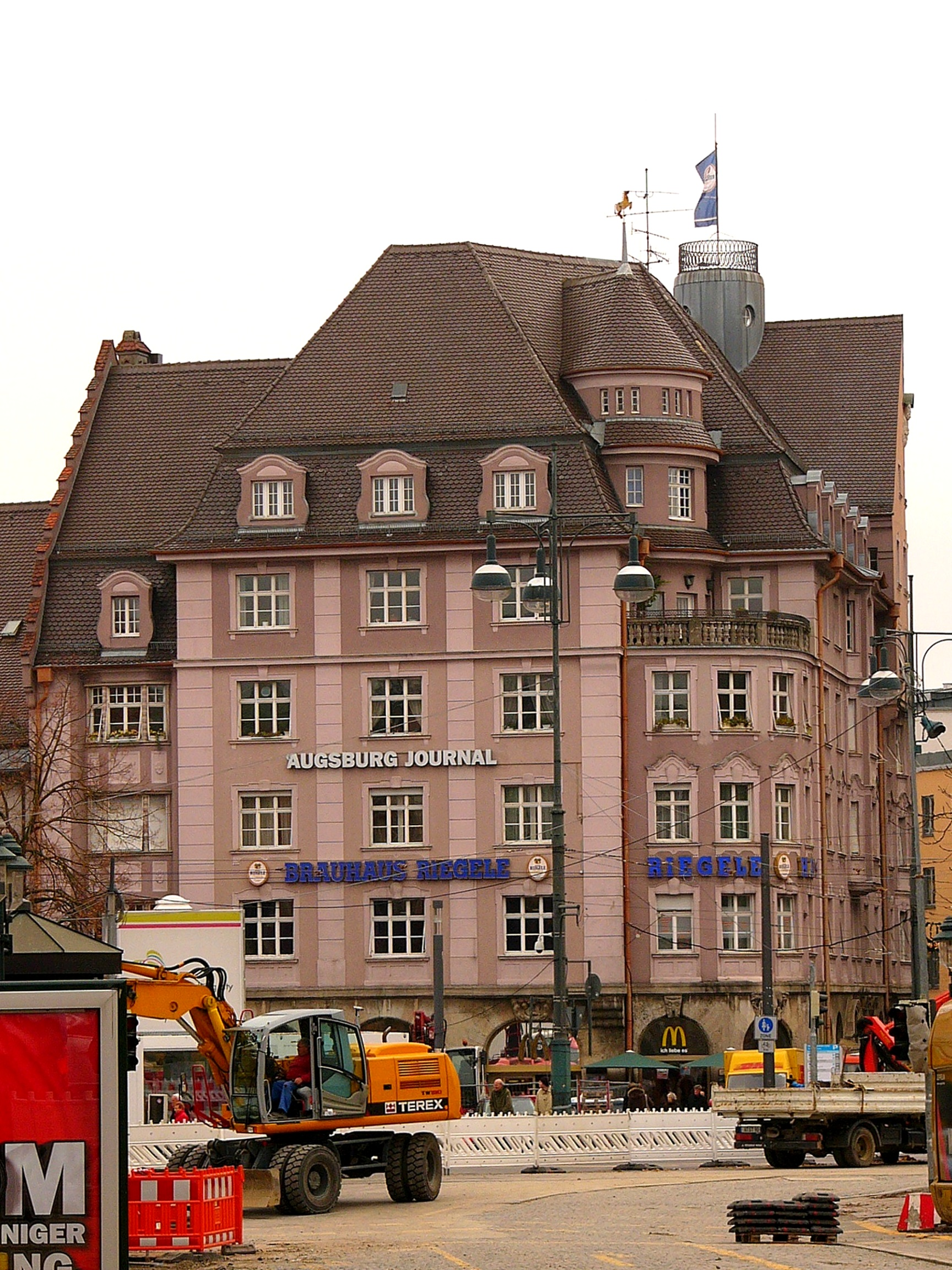
Der „Riegele-Block“ in Augsburg

Nachfolgende Liste zeigt eine Auswahl verschiedener Bauten von Hans Schnell:
- Wohnhausblock Beethovenstraße, Augsburg (als einer von mehreren dort tätig gewordenen Architekten), nach 1900
- Neugestaltung der West- und Südfassade des „Literarischen Instituts von Haas und Grabherr“ (Verlag der Augsburger Postzeitung), Am Schmiedlech 3, Augsburg, 1903
- Anbau der so genannten „Villa“ am Schloss in Hurlach, 1905/1906
- Büro- und Magazingebäude der „Mechanischen Weberei am Mühlbach“ Augsburg-Pfersee (heute: Dierig Holding AG), 1907–1908, mit Jugendstilornamentik. Heute weitgehend überformt.
- Rathaus von Buchloe, 1908
- Benefiziatenhaus in Buchloe, Postberg 5, 1909/1910
- Schloss Aystetten, Schlossgiebel, 1908/1911
- Arbeiter-Siedlung der ehemaligen „Mechanischen Weberei am Mühlbach“, Augsburg-Pfersee, 1912, Leonhard-Hausmann-Straße bzw. Pater-Roth-Straße (1924 erweitert von Otto Bauhofer).
- „Riegele-Block“, ein Wahrzeichen der Augsburger Innenstadt an markanter Stelle am Königsplatz, Bürgermeister-Fischer-Straße 12, erbaut 1912–1915 im neubarocken Stil mit Jugendstilornamentik. Der Bau wurde benannt nach der ursprünglich dort befindlichen Bierhalle der Brauerei Riegele; die Innenräume sind heute verändert.
- Gut Schwaighof bei Allmannshofen, nördlich von Augsburg: Einige der Hauptgebäude im neubarocken Stil, des Weiteren zwei Pavillons im Park, 1910er Jahre.
- Villa in Lindau-Hoyren, Schöngartenstraße 15, erbaut um 1910 (heute Hotel).
- Erweiterung und Umgestaltung der Kunstseidenfabrik J. P. Bemberg AG, Werk I, Augsburg-Pfersee, Augsburger Straße. Der ursprünglich 1897 entstandene Bau wurde Mitte der 1920er Jahre nach Plänen von Hans Schnell erweitert und expressionistisch umgestaltet.
- Kunstseidenfabrik J. P. Bemberg AG, Werk II, Augsburg-Pfersee, Hessenbachstraße, errichtet 1928. Diese einzige im Stil des Neuen Bauens (vgl. Bauhaus) gestaltete Industrieanlage Augsburgs wurde 1993 abgebrochen, obwohl sie unter Denkmalschutz stand.
- Villa in der Christoph-von-Schmid-Straße 9 in Augsburg (heute: Kinderkrippe am Wittelsbacher Park, Kinder heute GmbH). Erbaut 1928/1929. Aufwendig restauriert 2010.